# 永観 (僧)
永観（ようかん/えいかん、長元6年（1033年） - 天永2年11月2日（1111年12月4日））は、平安時代後期の三論宗の僧。実父は文章生源国経で、石清水八幡宮別当元命の養子となる。禅林寺の7世住持であり、中興の祖とされる。禅林寺の通称である「永観堂」は永観にちなむものである。

## 経歴
11歳で禅林寺の深観（じんかん）に師事し、受戒した後東大寺東南院に住して有慶（ゆうきょう）・顕真に師事して三論教学を学び、その他法相教学・華厳教学にも通じた。
この頃から浄土教に帰依して一万遍の念仏を日課とし、1062年（康平5年）山城国光明寺に隠棲した後、浄土教を民間に布教するため、1072年（延久4年）に禅林寺に戻りそこに住し、人々に念仏を勧め、寺内に「薬王院」を設け、病人救済などの事業を行なった。
1082年（永保2年）、50歳の永観が日課の念仏を唱えながら、本尊の阿弥陀如来の周りを行道していると、阿弥陀如来が須弥壇を下り、共に行道を始めた。永観が驚いて立ち止まると、阿弥陀如来は振り返り、「永観遅し」と言ったという伝承がある。よって、本尊の阿弥陀如来立像は、顔を向かって左に曲げる独特の姿をしている。
1099年（康和元年）権律師に任じられたが翌日には辞任。翌1100年（康和2年）に東大寺別当にも任じられて一旦は辞退したが再び任じられた。東大寺別当としては正倉院・七重塔・食堂・回廊などの修理を行うなど、東大寺の立て直しに努め「能治の永観」と称された。2年後に禅林寺に退き、1104年（長治元年）になってようやく別当辞任が認められた。
その後は往生講や迎講を修したり、悲田院の病人や囚獄の囚人たちの救済にあたるなど幅広い活動を行い、更に『往生講式』『往生拾因』などの著作を行うなど、浄土教の民間への布教に努めた。また、後世において専修念仏の先駆者とみなされ、後世に浄土宗においては「浄土宗八祖」の1人に数えられている。